# Noyal-sur-Brutz
Noyal-sur-Brutz – miejscowość i gmina we Francji, w regionie Kraj Loary, w departamencie Loara Atlantycka.
Według danych na rok 2010 gminę zamieszkiwały 582 osoby, a gęstość zaludnienia wynosiła 74 osoby/km².